# Alior Bank
Alior Bank is een Poolse bank.
Deze bank ontstond in 2008 en komt in de Poolse aandelenindex WIG 20 voor. In 2015 kocht het Meritum Bank en in 2016 Bank BPH. Alior Bank is een strategische aliantie aangegaan met het telecombedrijf T-Mobile.